# Club Universitario de Deportes 2019
Questa voce raccoglie le informazioni riguardanti il Club Universitario de Deportes nelle competizioni ufficiali della stagione 2019.

## Maglie
| 1ª divisa | 2ª divisa |

## Risultati

### Primera División
|  | Unión Comercio | 1 – 1 | Universitario |  |

|  | Universitario | 3 – 1 | Pirata FC |  |

|  | Univ. San Martín | 2 – 3 | Universitario |  |

|  | Universitario | 1 – 0 | Carlos A. Mannucci |  |

|  | Melgar | 2 – 1 | Universitario |  |

|  | Universitario | 1 – 1 | Alianza Univ. |  |

|  | Dep. Binacional | 4 – 2 | Universitario |  |

|  | Alianza Lima | 2 – 3 | Universitario |  |

|  | Universitario | 4 – 0 | Sport Boys |  |

|  | Sporting Cristal | 1 – 1 | Universitario |  |

|  | Universitario | 1 – 1 | Sport Huancayo |  |

|  | Universitario | 0 – 4 | U. César Vallejo |  |

|  | Academia Cantolao | 1 – 0 | Universitario |  |

|  | Universitario | 2 – 4 | Deportivo Municipal |  |

|  | Ayacucho | 2 – 0 | Universitario |  |

|  | Universitario | 2 – 1 | UTC Cajamarca |  |

|  | Real Garcilaso | 0 – 0 | Universitario |  |

|  | Universitario | 2 – 1 | Unión Comercio |  |

|  | Pirata FC | 0 – 1 | Universitario |  |

|  | Universitario | 0 – 0 | Univ. San Martín |  |

|  | Carlos A. Mannucci | 1 – 0 | Universitario |  |

|  | Universitario | 2 – 1 | Melgar |  |

|  | Alianza Univ. | 0 – 1 | Universitario |  |

|  | Universitario | 2 – 0 | Dep. Binacional |  |

|  | Sport Huancayo | 0 – 1 | Universitario |  |

|  | Universitario | 1 – 0 | Alianza Lima |  |

|  | Sport Boys | 0 – 0 | Universitario |  |

|  | Universitario | 0 – 0 | Sporting Cristal |  |

|  | U. César Vallejo | 0 – 0 | Universitario |  |

|  | Universitario | 1 – 1 | Academia Cantolao |  |

|  | Deportivo Municipal | 3 – 0 | Universitario |  |

|  | Universitario | 3 – 2 | Ayacucho |  |

|  | UTC Cajamarca | 1 – 1 | Universitario |  |

|  | Universitario | 1 – 0 | Real Garcilaso |  |

### Coppa Bicentenario

#### Fase a gruppi
|  | Unión Huaral | 0 – 0 | Universitario |  |

|  | Deportivo Coopsol | 3 – 0 | Universitario |  |

|  | Universitario | 2 – 0 | Carlos A. Mannucci |  |

#### Ottavi di finale
|  | Los Caimanes | 0 – 2 | Universitario |  |

#### Quarti di finale
|                                      | Deportivo Coopsol | 1 – 1 | Universitario |  |
| \| \| \| \| \| 4 \| Penalità \| 3 \| |                   |       |               |  |
|                                      |                   |       |               |  |
| 4                                    | Penalità          | 3     |               |  |

## Statistiche

### Statistiche di squadra
| Competizione       | Punti | Totale | Totale | Totale | Totale | Totale | Totale | DR |
| Competizione       | Punti | G      | V      | N      | P      | Gf     | Gs     | DR |
| ------------------ | ----- | ------ | ------ | ------ | ------ | ------ | ------ | -- |
| Primera División   | 56    | 34     | 15     | 11     | 8      | 41     | 37     | +4 |
| Coppa Bicentenario | 8     | 5      | 2      | 2      | 1      | 5      | 4      | +1 |
| Totale             | 64    | 39     | 17     | 13     | 9      | 46     | 41     | +5 |